# Apold
Apold – wieś w Rumunii, w okręgu Marusza, w gminie Apold. W 2011 roku liczyła 944 mieszkańców.